# Clairet
Clairet [klɛˈʁɛː], anglisiert Claret [ˈklæɹɪt], ist ein französischer Rotwein aus der Region Bordeaux.
Von 1152 bis 1453 war Bordeaux der englischen Krone untertan, sodass England und später die  englischsprechende Welt eine Vorliebe für den Wein aus der Region entwickelten. Er wurde als Clairet bezeichnet, weil er damals gegenüber den mächtigen, dunklen spanischen und portugiesischen Weinen leichter und heller war.
Die Bezeichnung, zu Claret anglisiert, ist in England noch heute für jeden Bordeaux gebräuchlich, während in Frankreich als Clairet der nach mittelalterlicher Tradition roséartige, helle Rotwein aus dieser Region bezeichnet wird. Dieser Wein wird nur kurz auf den Traubenschalen vergoren, damit sie nicht zu viel Farbstoffe abgeben. Selten wird auch die eingedeutschte Version Klarettwein verwendet. Die weiße Sorte des Hypocras heißt in sächsischen Wein- und Winzerbüchern ebenfalls Claret.

## Rezeption und Verwendung
Im James-Bond-Film Diamantenfieber enttarnte der Titelheld einen verdächtigen Kellner mit der Frage, ob zu dem entsprechenden Essen nicht anstatt des Bordeaux (1955er Mouton-Rothschild) besser ein Claretwein gepasst hätte. Die falsche Antwort führte hier zu einem schnellen Ableben des Schurken. Diese Thematik wird ebenfalls in der Fawlty-Towers-Episode The Hotel Inspectors aufgegriffen.
Der Wein wird auch bei der Zubereitung des Continental Sours, einem Cocktail aus Rye oder Bourbon Whiskey, Zitronensaft, Zuckersirup und Eiklar verwendet.
Klarettwein, ein Würzwein auf Basis von Rotwein, ist eine estnische  Spezialität.